# Kandace Springs

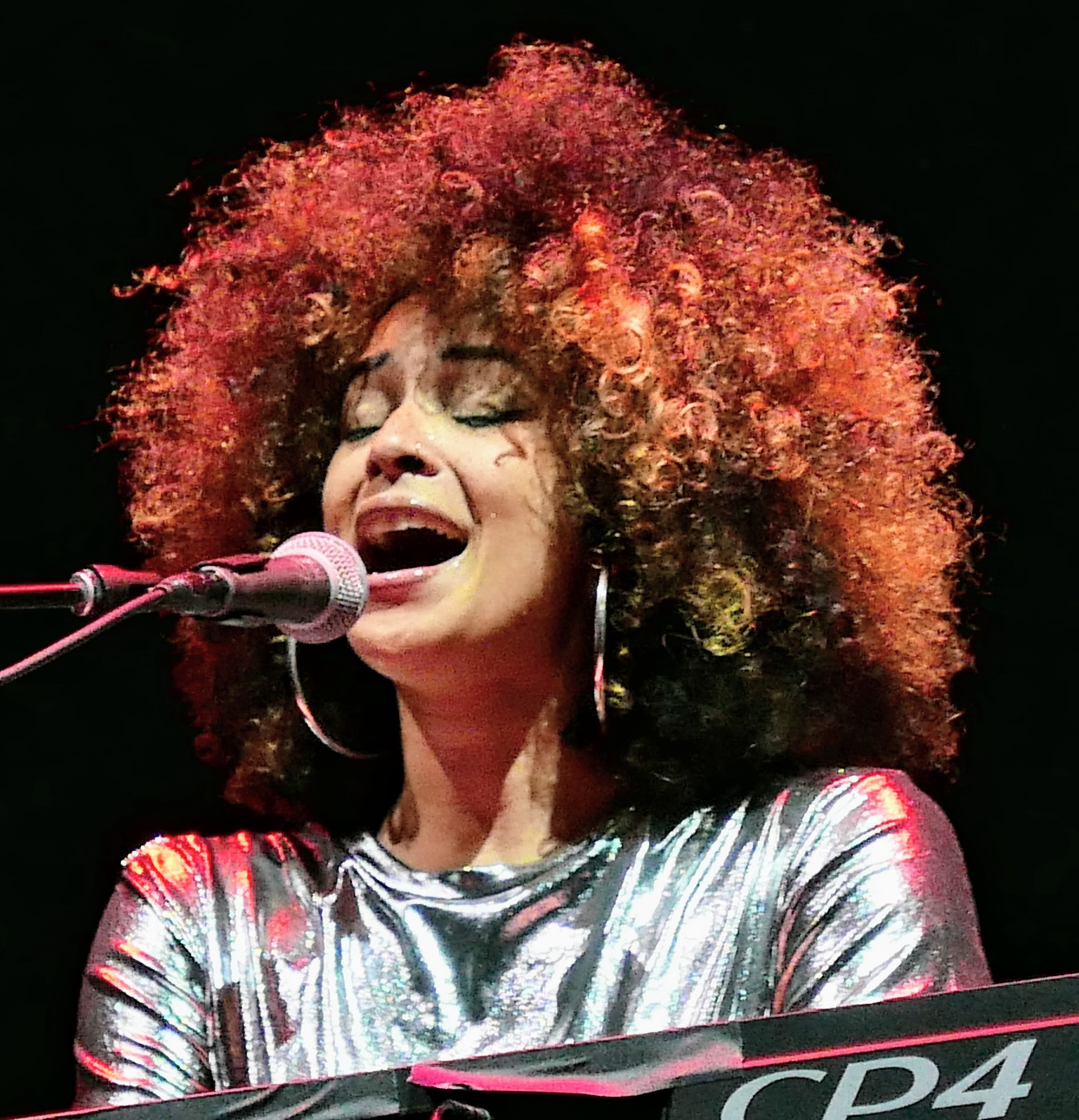
Kandace Springs

Kandace Springs (* 17. Januar 1989 in Nashville) ist eine amerikanische Sängerin, Songwriterin und Pianistin, die sowohl im Bereich des Jazz als auch des Contemporary R&B tätig ist.

## Leben und Wirken
Springs stammt aus einer Musikerfamilie; ihr Vater  Kenneth „Scat“ Springs war als Sänger in den Studios von Nashville tätig; eine ihrer Schwestern spielt Gitarre. Ab dem Alter von zehn Jahren erhielt sie Klavierunterricht. Beeinflusst durch Aufnahmen von Norah Jones wollte sie Musikerin werden. Sie arbeitete zunächst als Barpianistin. Evan Rogers holte sie nach New York City, wo sie 2014 ihre gleichnamige EP bei Blue Note Records veröffentlichte, die am zeitgenössischen R&B und Hip-Hop orientiert war. Sie trat live in mehreren US-Fernsehshows auf und erhielt Einladungen zu den Afropunk- und Bonnaroo-Festivals. Prince ermutigte sie, ihren eigenen Sound zu finden, und bat sie, mit ihm auf der Bühne aufzutreten.
Ihr Debütalbum Soul Eyes produzierte neben Carl Sturken und Evan Rogers Larry Klein. Mitwirkende Künstler waren der Trompeter Terence Blanchard, die Gitarristen Dean Parks und Jesse Harris, Organist Pete Kuzma, Bassist Dan Lutz, der Schlagzeuger Vinnie Colaiuta sowie Perkussionist Pete Korpela. Auf dem Titelsong (dem Standard von Mal Waldron) begleitete sie sich selbst am Klavier. Ihr zweites Album Indigo (2018) wurde von Karriem Riggins produziert und verbindet die vokale Jazztradition deutlich mit zeitgenössischen R&B-Einflüssen; eigene Songs wechseln sich mit Coverversionen ab. Mit der WDR Big Band trat sie im selben Jahr bei den Leverkusener Jazztagen auf.
Springs drittes Studioalbum The Women Who Raised Me, wieder von Larry Klein produziert, wurde im März 2020 veröffentlicht und erinnert an die Frauen, die sie (auch musikalisch) großgezogen haben. Unterstützt von Bassist Scott Colley, Schlagzeuger Clarence Penn und Gitarrist Steve Cardenas (aber auch Gästen wie Avishai Cohen, David Sanborn oder Christian McBride) interpretiert sie dort Songs von Lauryn Hill, Nina Simone, Carmen McRae, Roberta Flack, Astrud Gilberto, Sade ebenso wie (im Duo mit Norah Jones) Ella Fitzgeralds Lieblingssong Angel Eyes. Für dieses Album erhielt sie 2021 einen Deutschen Jazzpreis. 2025 legte sie das Album Lady in Satin vor.